# 라비야니 환초

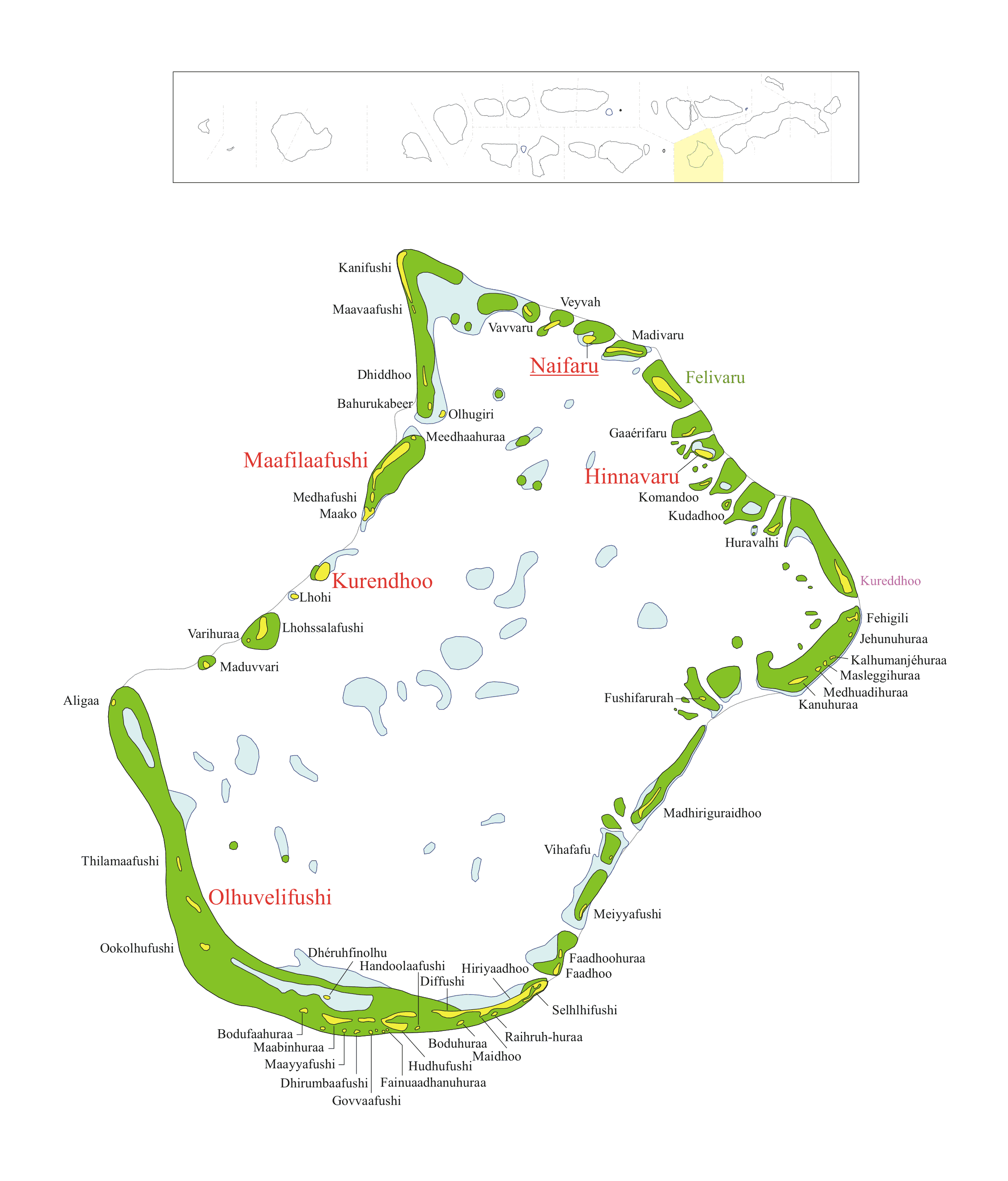
라비야니 환초

라비야니 환초(디베히어: ފާދިއްޕޮޅު, Lhaviyani 環礁) 또는 파디폴루 환초(Faadhippolhu)는 몰디브 북부에 위치한 환초로 행정 중심지는 나이파루이며 인구는 12,348명(2006년 기준)이다. 54개 섬으로 구성되어 있으며 이 가운데 5개 섬에는 사람이 거주한다.